# Pine Bend
Pine Bend est une census-designated place située dans le comté de Mahnomen, dans l’État du Minnesota, aux États-Unis. Lors du recensement de 2020, elle comptait 31 habitants.